# Remo Gaspari
Remo Edmondo Libero Gaspari, nome completo di Remo Gaspari (Gissi, 10 luglio 1921 – Gissi, 19 luglio 2011), è stato un politico italiano, dieci volte deputato e sedici Ministro della Repubblica.
Esponente della Democrazia Cristiana, è stato membro della corrente Azione Popolare (Grande Centro doroteo), presieduta da Arnaldo Forlani, Antonio Gava e Vincenzo Scotti.

## Biografia

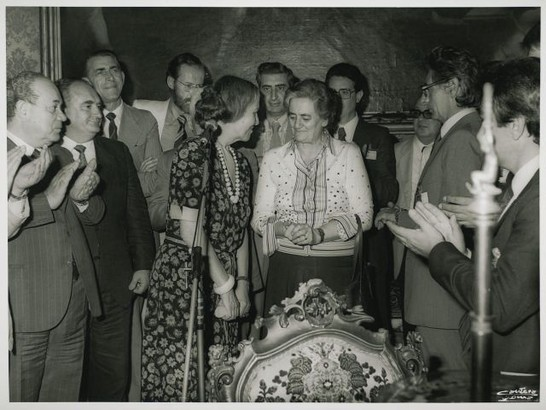
Remo Gaspari (a sinistra) presiede alla cerimonia del ventaglio consegnato a Nilde Iotti (1980)

Si laurea in giurisprudenza presso l'Università di Bologna; terminati gli studi comincia ad esercitare la professione forense a Gissi iscrivendosi all'albo degli avvocati nel 1946. Eletto deputato fin dalla II legislatura, verrà rieletto ininterrottamente fino alla fine della cosiddetta prima Repubblica. Nel 1960 con la formazione del Governo Tambroni è nominato sottosegretario di Stato al Ministero delle poste e delle telecomunicazioni, carica che riuscirà a mantenere anche nel successivo Governo Fanfani III. Nel 1962 con il Governo Fanfani IV ricopre la carica di sottosegretario all'Industria e Commercio, mentre con il Governo Leone I (1963) è rinominato sottosegretario alle poste e telecomunicazioni, rimanendo in tale ruolo anche nei governi Moro I e II.
Nel 1966 con la formazione del Governo Moro III viene nominato Sottosegretario all'Interno, venendo riconfermato nei governi Leone II e Rumor I. Con la formazione del Governo Rumor II (1969) diviene Ministro dei trasporti e dell'aviazione civile, mentre con il Governo Rumor III diviene Ministro per la riforma della pubblica amministrazione, carica che manterrà anche nei successivi governi Colombo e Andreotti I. Nel Governo Andreotti II ricoprì il ruolo di Ministro della sanità. Dal 1976 al 1980 ricoprì la carica di vicesegretario della Democrazia Cristiana. Nel 1980 tornò al governo (Cossiga II) come Ministro per i rapporti con il Parlamento, nei governi Spadolini I, II e Fanfani V ricoprì la carica di Ministro delle poste e delle telecomunicazioni.
Nei governi Craxi I e II venne nominato Ministro per la funzione pubblica. Nel 1987 divenne Ministro della difesa nel Governo Fanfani VI, nello stesso anno venne nominato Ministro per il coordinamento della protezione civile del Governo Goria in sostituzione di Giuseppe Zamberletti, in seguito alla distribuzione di incarichi bilanciati fra le correnti politiche del nuovo governo, mentre era in corso l'emergenza dell'alluvione della Valtellina, provocando per questo molte critiche. L'anno seguente ricoprì la carica di ministro senza portafoglio per gli Interventi straordinari nel Mezzogiorno nel Governo De Mita.

Remo Gaspari ministro della protezione civile (1987)

Concluse la sua carriera ministeriale nei governi Governo Andreotti VI e Governo Andreotti VII, nei quali tornò a ricoprire il ruolo di Ministro per la funzione pubblica. Sul finire della sua carriera il suo nome fu accostato a una vicenda poco chiara: l'episodio citato è quello dell'uso di un elicottero dello Stato da parte del deputato per arrivare in tempo ad una partita della Roma. Tra i tanti incarichi ricoperti, fu per 20 anni sindaco di Gissi e presidente della USL. Dopo lo scioglimento della DC, nel 1994, passò al nuovo Partito Popolare Italiano.
Il 12 luglio 2011 il Consiglio Regionale dell'Abruzzo, nel corso di una partecipata cerimonia, lo ha premiato conferendogli la medaglia Aprutium, onorificenza istituita nel corso della settima legislatura e conferita per «celebrare, e insieme ringraziare, i corregionali che con la loro attività hanno onorato la Terra d'Abruzzo e che, in Italia e nel mondo, si sono distinti nel campo delle professioni, delle arti e delle scienze». La motivazione con la quale è stata concessa la medaglia è per «aver contribuito in maniera determinante con il suo impegno civile e politico alla crescita sociale ed economica dell'Abruzzo». È morto pochi giorni dopo, il 19 luglio 2011, all'età di 90 anni, a causa di un infarto.
Il Presidente della Repubblica Giorgio Napolitano, appresa la notizia della sua morte, ha formulato un messaggio di cordoglio, nel quale si legge: «Parlamentare di lunga esperienza ed esponente di spicco della Democrazia Cristiana, si dedicò con grande passione e responsabile impegno fin dai primi anni del dopoguerra alla vita politica e al servizio delle istituzioni repubblicane. Per lunghi anni autorevole ministro in differenti compagini governative, egli ha saputo offrire un significativo contributo allo sviluppo civile ed economico dell'Italia, continuando a prestarvi sempre vigile attenzione, e riservando un particolare impegno per il progresso della sua amata terra d'Abruzzo».
Dopo la morte, il comune natio di Gissi gli ha intitolato il corso Gaspari, ex corso Vittorio Emanuele. L'11 luglio 2021 la città del Vasto gli ha intitolato la piscina comunale e una piazza.

## La rivalità con Lorenzo Natali
Membro della corrente Azione Popolare (Grande Centro doroteo), presieduta da Arnaldo Forlani, Antonio Gava e Vincenzo Scotti, per anni fu l'avversario principale di Lorenzo Natali, altro importante politico abruzzese ma esponente fanfaniano; i due si prodigarono per far costruire le due autostrade tra l'Abruzzo e Roma: la Roma-L'Aquila per collegare la Capitale con il collegio di Natali e la Roma-Pescara per favorire la zona di influenza di Gaspari.

## Opere
- Il mio Mezzogiorno: intervista su un anno di governo, Roma, Capitale Sud, 1990;
- L'Abruzzo tra passato e futuro: mezzo secolo di politica ed economia, a cura di Silvano Console e con saggi di Giuseppe Mauro e Antonio Mutti, Pescara, Carsa Edizioni, 2002.